# Краснянское сельское поселение (Воронежская область)
Краснянское сельское поселение — муниципальное образование в Новохопёрском районе Воронежской области.
Административный центр — село Красное.

## География
Краснянское сельское поселение находится в 12 километрах от районного центра — города Новохоперска.
Через его территорию протекает приток реки Хопра — Савала. Ландшафт местности: степи, сменяющиеся холмами и искусственно посаженными сосновыми лесами.

## Административное деление
В состав поселения входят
- село Красное
- поселок Некрылово